# جاك فيريرا
جاك فيريرا (بالإنجليزية: Jack Ferreira)‏ هو لاعب هوكي الجليد أمريكي، ولد في 9 يونيو 1944 في بروفيدنس في الولايات المتحدة.

## وصلات خارجية
- جاك فيريرا على موقع EliteProspects.com (الإنجليزية)
- جاك فيريرا على موقع HockeyDB.com (الإنجليزية)